# نیوآرک (ویرجینیای غربی)
نیوآرک (به انگلیسی: Newark) یک منطقهٔ مسکونی در ایالات متحده آمریکا است که در شهرستان ویرت واقع شده‌است. نیوآرک ۱۹۵٫۹۹ متر بالاتر از سطح دریا قرار دارد.